# Ламбер, Жозеф-Франсуа
Жозе́ф-Франсуа́ Ламбе́р (фр. Joseph-François Lambert; 1824, Редон, Бретань, Франция — 1873, Коморские острова) — французский авантюрист, работорговец, промышленник и французский дипломат. Во второй половине XIX века Жозеф-Франсуа Ламбер принимал участие в развитии промышленности Мадагаскара. Он спровоцировал заговор среди малагасийской знати, в результате которого был убит мадагаскарский король Радама II.

## Биография
В 1846 году Жозеф-Франсуа Ламбер прибыл на остров Маврикий, где женился на богатой вдове. Используя накопленное богатство своей жены, стал заниматься работорговлей.
В 1854 году, когда Жозеф-Франсуа Ламбер был на Мадагаскаре, он спонсировал участие малагасийской армии в завоевании прибрежных племен. В качестве награды за участие в войне он был приглашен на аудиенцию к мадагаскарской королеве Ранавалуне I. В Антананариву он познакомился с французским промышленником Жаном Лабором, который занимался созданием военной промышленности королевства Имерины. Жозеф-Франсуа Ламбер установил связи с сыном королевы Ранавалуны I принцем Ракуту, будущим королём Радамой II, который дал ему исключительное право на добычу полезных ископаемых, использование леса и незанятых земель на Мадагаскаре в обмен на десятипроцентный налог в пользу малагасийской монархии.
28 июня 1855 года между Радамой II и Жозеф-Франсуа Ламбером, представлявшем интересы Франции, был подписан так называемый «Договор Ламбера». Правомочие этого договора было поставлено под сомнение малагасийским правительством, так как принц Ракуту не имел на это полномочий. В следующие годы Франция использовала это соглашение в своих целях, чтобы взять Мадагаскар под свой протекторат, что вызвало две франко-малагасийские войны. Результатом этих войн Мадагаскар стал колонией Франции.
С этим договором Жозеф-Франсуа Ламбер отправился в Лондон и Париж, чтобы найти там поддержку для свержения Ранавалуны I. Не найдя поддержки, он вернулся на Мадагаскар в 1857 году, где стал заниматься заговором против Ранавалуны I. Этот заговор был раскрыт и вызвал высылку всех европейцев с Мадагаскара и казнь многочисленных малагасийских заговорщиков. Жозеф-Франсуа Ламбер отправился на Маврикий.
После смерти Ранавалуны I, её сын и наследник Радама II подтвердил «Договор Ламбера» и даровал Жозефу-Франсуа Ламберу титул «Герцог Имерины». Вернувшись на Мадагаскар, Жозеф-Франсуа Ламбер основал здесь промышленную и финансовую кампанию, в планах которой была добыча полезных ископаемых. 2 мая 1863 года деятельность этой компании была поддержана Радамой II, что вызвало недовольство у малагасийской знати, которая 12 мая 1863 года задушила Радаму II. Новое мадагаскарское правительство пыталось прекратить полномочия «Договора Ламбера», что привело к негативной реакции Франции. Через тридцать лет нарушение этого договора стало предлогом французского военного вмешательства, после которого Мадагаскар стал французской колонией.
После убийства Радамы II, в 1865 году Жозеф-Франсуа Ламбер уехал на Коморские острова, где он был регентом острова Мвали (Мохели) с 1868 по 1871 годы. В 1873 году Жозеф-Франсуа Ламбер умер на Коморских островах.

## Источник
- Keith Laidler. Female Caligula. Ranavalona, The Mad Queen of Madagascar. Wiley (2005) ISBN −13 978-0-470-02223-8.